# زمین‌شناسی تاراناکی
منطقه تاراناکی نیوزیلند بر روی باتولیت میانی در غرب و صخره‌های گریوک در شرق ساخته شده است. با این حال، هیچ سنگی قدیمی‌تر از دوران میوسن در سطح زمین قابل مشاهده نیست. ویژگی غالب منطقه تاراناکی، آتشفشان چینه‌ای آندزیتی کوه تاراناکی است که تنها حدود ۱۳۰ هزار سال قدمت دارد. منطقه تپه‌ایِ جدا شده در شرق شبه‌جزیره تاراناکی و غرب فلات آتشفشانی مرکزی (رواپهو و تونگاریرو) از ماسه‌سنگ و گل‌سنگ نرم مربوط به دوران میوسن تا پلیستوسن تشکیل شده است. زمین‌های پست ساحلی اطراف وانگانویی در جنوب، دارای تراس‌های دریایی کواترنری و تپه‌های شنی ساحلی توسعه‌یافته‌ای هستند.
حوضه تاراناکی تنها منطقه در نیوزیلند است که ذخایر قابل توجه نفت و گاز شناخته شده دارد و بسیاری از آنها در دریا قرار دارند.

## سنگ‌های زیرزمین
سنگ‌های پی‌سنگ در منطقه تاراناکی به دلیل پوشش ضخیم رسوبی و آتشفشانی، رخنمون ندارند. با این حال، سنگ‌های زیرزمین از طریق حفاری‌های اکتشافی، بررسی‌های ژئوفیزیکی و برون‌یابی از مناطق همسایه استنباط شده‌اند. باتولیت میانی در غرب خطی بین نیو پلیموث و مانایا قرار دارد. در شرق این خط، به ترتیب، زمین‌های بروک استریت، موریهیکو، کوه دان-مایتای، کاپلس، وایپاپا (مورینسویل) و تورلس (کاوکا) قرار دارند که عمدتاً از گریواک (جدا از زمین افیولیتی کوه دان-مایتای) تشکیل شده‌اند.

## زغال سنگ و سنگ آهک گروه
در بیشتر غرب جزیره شمالی، سنگ‌های حاوی زغال‌سنگ در اواخر ائوسن (۳۷ تا ۳۴ میلیون سال پیش) از باتلاق‌ها تشکیل شده‌اند. زمین فرو نشست و دریا پیشروی کرد و ماسه‌سنگ آهکی، گل‌سنگ و سنگ آهک در دوران الیگوسن (۳۴ تا ۲۴ میلیون سال پیش) رسوب کردند. این سنگ‌ها در زیر سنگ‌های میوسن جدیدتر، در اطراف شبه‌جزیره تاراناکی و دریاهای اطراف قرار دارند. سنگ‌های ائوسن اغلب ذخایر نفت و گاز منطقه تاراناکی را تأمین می‌کنند. تاقدیس‌های گل‌سنگی اغلب پوشش آب‌بندی مناسبی ایجاد می‌کنند.

## رسوبات میوسن تا عهد حاضر
در اوایل دوران میوسن (۲۴ میلیون سال پیش)، همگرایی صفحات باعث فشردگی منطقه‌ای شد. از آن زمان، رسوب‌گذاری در سراسر منطقه تاراناکی رخ داده و ماسه‌سنگ‌ها، گل‌سنگ‌های نرم و مقداری سنگ آهک را ایجاد کرده است.
زمین‌های پست ساحلی اطراف وانگانویی دارای تراس‌های دریایی کواترنری (ناشی از نوسانات سطح دریا و بالاآمدگی تکتونیکی) و تپه‌های شنی ساحلی هستند که به خوبی توسعه یافته‌اند.

## قوس آتشفشانی موهاکاتینو
قوس آتشفشانی که در دوران میوسن (۲۳ میلیون سال پیش) در غرب نورث‌لند و اوکلند توسعه یافته بود، به سمت جنوب و تاراناکی امتداد یافت. این آتشفشان‌های آندزیتی و بازالتی عمدتاً در زمان میوسن میانی (۱۴–۱۱ میلیون سال پیش) فعال بودند، اما برخی از آنها هنوز در اواخر میوسن (۵ میلیون سال پیش) فعال بودند. همه آنها فرسایش یافته و از بین رفته‌اند.

## فعالیت‌های آتشفشانی اخیر
چندین آتشفشان عمدتاً آندزیتی در دو میلیون سال گذشته در تاراناکی فوران کرده‌اند. آنها در جهت شمال غربی-جنوب شرقی قرار دارند و عموماً به سمت جنوب شرقی جوان‌تر می‌شوند. کوه تاراناکی، جدیدترین مورد، همچنان به‌طور بالقوه فعال است.
دهانه‌های آتشفشانی پاریتوتو، که بخشی از بندر نیو پلیموث را تشکیل می‌دهند، و جزایر شوگر لوف، که در ساحل نیو پلیموث قرار دارند، بقایای یک آتشفشان بزرگ هستند که ۱٫۸ میلیون سال پیش فوران کرده است.
آتشفشان کایتاکه، در نزدیکی ساحل شمال غربی کوه تاراناکی، ۰٫۶ میلیون سال پیش فوران کرد.
پوآکای، در ضلع شمال غربی کوه تاراناکی، حدود ۲۵۵۰۰۰ تا ۲۱۵۰۰۰ سال پیش فوران کرد.
پوکیتی احتمالاً حدود ۱۷۰۰۰ سال قدمت دارد.

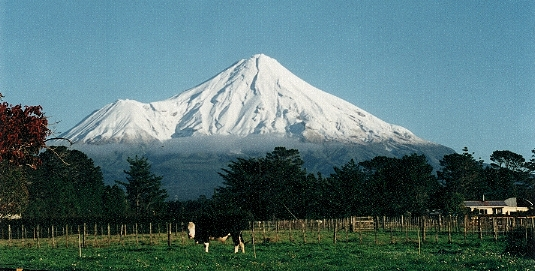
منظره کوه تاراناکی از استراتفورد، رو به غرب. قله فانتامز در سمت چپ قله اصلی قرار دارد.

کوه تاراناکی، به همراه مخروط انگلی خود، قله فانتامز، بر توپوگرافی شبه جزیره تاراناکی تسلط دارد. آتشفشان باستانی تاراناکی احتمالاً حداقل ۱۳۰ هزار سال قدمت دارد و در طول تاریخ خود بارها شکل گرفته و فرو ریخته است. قدمت گدازه‌های اطراف آبشار داوسون به ۱۸۰۰۰ سال پیش برمی‌گردد. جریان‌های گدازه‌ای که مخروط بالایی را تشکیل داده‌اند، قدمتی بیش از ۷۰۰۰ سال ندارند. قدمت جریان‌های گدازه‌ای قله فانتامز به ۳۲۰۰ سال پیش برمی‌گردد. گدازه‌ای که گنبد کوه تاراناکی را تشکیل می‌دهد، در سال ۱۷۵۵ میلادی در این کوه جایگذاری شده است.
فلات آتشفشانی مرکزی (به ویژه کوه‌های رواپهو و تونگاریرو) نیز فعال است. اثرات اصلی فوران‌های این منطقه بر منطقه تاراناکی شامل تولید لاهارهایی است که به سمت رودخانه وانگائهو (از روآپهو) و رودخانه وانگانویی (از روآپهو و تونگاریرو) جریان دارند.